# Sowjetische Frauen-Handballnationalmannschaft
Die sowjetische Frauen-Handballnationalmannschaft bzw. Frauen-Handballnationalmannschaft der UdSSR (russisch: Женская сборная СССР по гандболу) vertrat von 1962 bis 1992 die Sowjetunion bei Länderspielen und internationalen Turnieren im Handball.
Die Mannschaft gewann drei Weltmeisterschaften und zwei Turniere bei Olympia.

## Geschichte
Nachdem der Sowjetische Handballverband 1958 in die Internationale Handballföderation aufgenommen worden war, wurde im Jahr 1962 ein Frauen-Nationalteam gegründet. Im selben Jahr nahm das Team auch an der Weltmeisterschaft in Rumänien teil. Auch bei der ersten Austragung des Frauen-Handballs bei Olympischen Spielen im Jahr 1976 in Montreal war das Team dabei.
Nach dem Auseinanderbrechen der Sowjetunion wurden mehrere Nationalteams in den ehemaligen Teilrepubliken gegründet, als Nachfolgeteam der sowjetischen Mannschaft traten die noch in der Gemeinschaft verbliebenen Teilrepubliken bei den Olympischen Spielen 1992 als Vereintes Team an. Für Russland trat später dann die russische Frauen-Handballnationalmannschaft an.

## Weltmeisterschaften
- Weltmeisterschaft 1962 in Rumänien: 6. Platz
- Weltmeisterschaft 1965 in der Bundesrepublik Deutschland: nicht qualifiziert
- Ersatzturnier für die abgesagte Weltmeisterschaft 1968 in der Sowjetunion: 1. Platz
- Weltmeisterschaft 1971 in den Niederlanden: nicht qualifiziert
- Weltmeisterschaft 1975 in der Sowjetunion: 2. Platz
- Weltmeisterschaft 1978 in der Tschechoslowakei: 2. Platz
- Weltmeisterschaft 1982 in Rumänien: 1. Platz
- Weltmeisterschaft 1986 in den Niederlanden: 1. Platz
- Weltmeisterschaft 1990 in Südkorea: 1. Platz

## Olympische Turniere

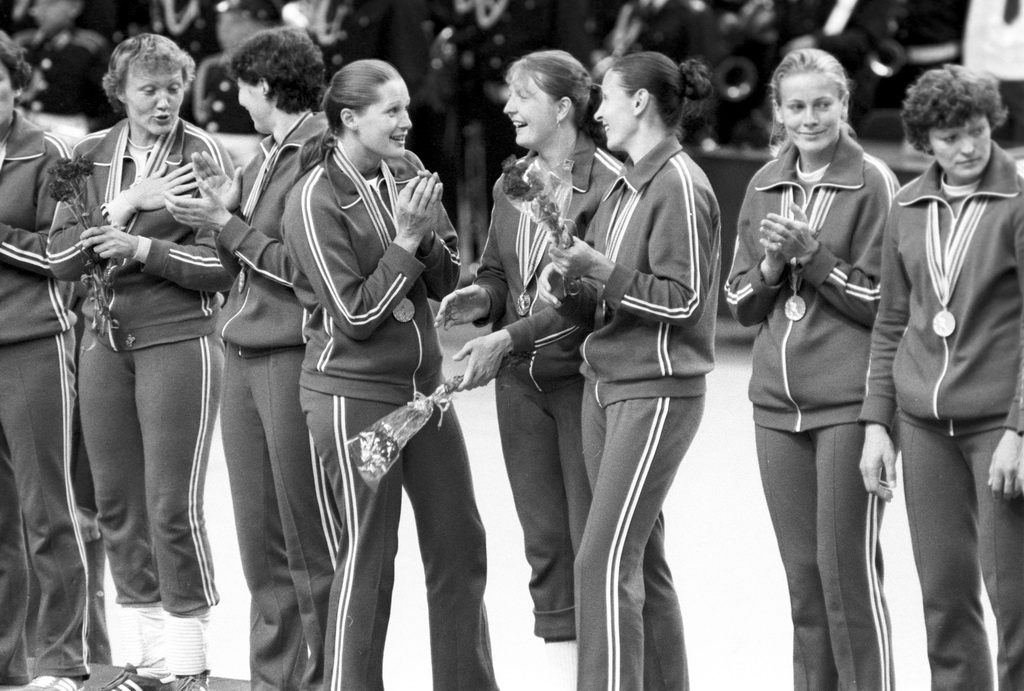
Teammitglieder bei Olympia 1980

- Olympische Sommerspiele 1976 in Montreal: 1. Platz
  - Team: Aldona Česaitytė, Nina Lobowa, Ljudmyla Pantschuk, Laryssa Karlowa, Natalija Scherstjuk, Rafiga Schabanowa, Ljubow Bereschnaja, Sinajida Turtschyna, Tatjana Makarez, Maryja Lytoschenko, Ljudmyla Bobrus, Tatjana Hluschtschenko, Ljudmila Schubina und Halyna Sacharowa

- Olympische Sommerspiele 1980 in Moskau: 1. Platz
  - Team: Natalija Tymoschkina, Laryssa Karlowa, Irina Paltschikowa, Larissa Sawkina, Aldona Nenėnienė, Julija Safina, Olha Semenowa, Walentina Lutajewa, Ljubow Odynokowa, Sinajida Turtschyna, Natalja Lukjanenko, Sigita Mažeikaitė-Strečen, Tatjana Kotscherhyna und Ljudmyla Poradnyk
- Olympische Sommerspiele 1984 in Los Angeles: nicht teilgenommen (Boykott), stattdessen Teilnahme an den Wettkämpfen der Freundschaft
- Olympische Sommerspiele 1988 in Seoul: 3. Platz
  - Team: Natalja Mitrjuk, Laryssa Karlowa, Switlana Mankowa, Sinajida Turtschyna, Olha Semenowa, Marina Basanowa, Natalja Morskowa, Jewhenija Towstohan, Natascha Rusnachenko, Olena Nemaschkalo, Tatjana Dschandschgawa, Natalja Anissimowa, Elina Gussewa, Natalja Lapizkaja und Tetjana Horb
- Olympische Sommerspiele 1992 in Barcelona: 3. Platz (als Vereintes Team)
  - Team: Swetlana Bogdanowa, Natalja Derjugina, Galina Onoprijenko, Tetjana Horb, Elina Gussewa, Larissa Kisseljowa, Marina Basanowa, Natalja Morskowa, Ljudmila Guz, Swetlana Prjachina, Natalja Anissimowa, Galina Borsenkowa und Tatjana Dschandschgawa

## Trainer
Bekannte Trainer der Mannschaft waren Ihor Turtschyn, Aleksandr Tarasikow und Janis Grinbergas.